# Hamupipőke (film, 1950)
A Hamupipőke (eredeti cím: Cinderella) 1950-ben bemutatott amerikai rajzfilm, amely Charles Perrault meséje alapján készült, a Hamupipőke-trilógia első része. A 12. Disney-film rendezői Clyde Geronimi, Wilfred Jackson és Hamilton Luske. Az animációs játékfilm producere Walt Disney. A forgatókönyvet Ken Anderson, Homer Brightman, Winston Hibler, Perce Pearce, Bill Peet Erdman Penner, Harry Reeves, Joe Rinaldi és Ted Sears írta, a zenéjét Paul Smith és Oliver Wallace szerezte. A mozifilmet az RKO Radio Pictures hozta forgalomba. A Hamupipőke a Walt Disney egyik legsikeresebb alkotása, amely Technicolor-filmre készült. Műfaja zenés romantikus fantasyfilm.
Amerikában 1950. február 15-én, Magyarországon 1961. március 9-én, új szinkronnal 1985. december 19-én mutatták be a mozikban. A TV-Ben a Disney Channel mutatta be. A Walt Disney 100 éves évfordulója alkalmából a filmet felújították 4K-s változatban, amely a Disney+ kínálatába bekerült 2023. augusztus 25-én.

## Cselekmény
|  | Alább a cselekmény részletei következnek! |

Volt egyszer egy gazdag özvegyember, akinek volt egy lánya is; Hamupipőkének hívták. Az apa idővel újranősült, és egy gonosz özvegyasszonyt vett el, aki két lányát, Anasztáziát és Drizellátt, valamint Lucifer nevű macskáját is magával hozta a házasságba. Az apa azonban váratlanul meghalt, és onnantól kezdve a mostoha és lányai megkeserítették Hamupipőke életét. Arra kényszerítették, hogy a cselédjük legyen, rongyokban járatták, és a toronyban lévő szobában kellett aludnia. Itt élt barátaival, az egerekkel és a madarakkal, azonban a nélkülözés és a megpróbáltatások ellenére is szelíd, kedves teremtés maradt, aki türelemmel viselte sorsát, és szorgalmasan végezte a neki kirótt munkát.
Egy alkalommal a király elhatározza, hogy bált rendez annak érdekében, hogy ott a fia feleséget találjon magának. A bálra a mostoha és lányai nagy izgalommal készülnek. Hamupipőke is szeretne elmenni, ám nincs megfelelő báli ruhája, ezért az egerek és a madarak elhatározzák, hogy mindenféle maradék ruhaanyagból készítenek neki egyet. Mikor a mostoha és a lányai éppen indulnának, Hamupipőke is megjelenik új ruhájában. Ám a gonosz nővérek, mivel a ruha egyes részeiben saját tulajdonaikra ismernek, irigységükben széttépik azt. Miután azok hárman elmentek, a lány zokogva rohan a kertbe. Itt találkozik tündér keresztanyjával, aki segít neki eljutni a bálba: tökből hintót, egerekből lovat, lóból lovászt, kutyából inast varázsol, Hamupipőkére pedig egy csodaszép báli ruhát, és hozzá egy pár üvegcipőt. Figyelmezteti azonban, hogy érjen haza, mielőtt éjfélt üt az óra, mert pontban éjfélkor véget ér a varázslat. Hamupipőke a bálban találkozik a herceggel, és egész végig egymással táncolnak. Amikor tizenkettőt üt az óra, Hamupipőkének el kell mennie, ám sietségében elhagyja az egyik üvegcipőjét. Másnap a király kihirdeti, hogy annak adja a fiát, akinek a lábára pontosan ráillik a cipellő. A mostoha bezárja Hamupipőkét a toronyba, ám az egereknek sikerül kiszabadítaniuk: Hamupipőke lesiet a lépcsőn, és felpróbálja a cipőt, amely tökéletesen illik a lábára. Végül a herceg felesége lesz, és boldogan élnek, amíg meg nem halnak.
|  | Itt a vége a cselekmény részletezésének! |

## A rajzfilm
Walt Disney már 1922-ben elkezdett rövid, tízperces kis modern rajzfilmekkel próbálkozni, hogy kialakítsa új rajzfilmje, a Hamupipőke körvonalait, de 28 évnek kellett eltelnie ahhoz, hogy kiforrjon a végleges elképzelése. Még így sem találta azonban megfelelő hangot Hamupipőkéhez, és megfelelő alakot Luciferhez, a gonosz macskához. Ám amikor az egyik barátja macskáját, Mollyt meglátta, örömujjongásban tört ki, s kijelentette, hogy megszületett a tökéletes Lucifer-forma. A fekete macska tehát Molly alakját őrzi. Hamupipőke hangja esetében pedig szereplőválogatást hirdettek. A szerepet egy olyan lány nyerte, meg, akit két barátnője nevezett be; Ilene Woods-nak hívták. A Lucifert szinkronizáló June Foray később is hű maradt a Walt Disney-filmek szinkronizálásához, Elanor Audley, aki a mostoha hangját adta, később a Csipkerózsika Maleficent-je, azaz a gonosz tündére lett, Verna Felton pedig, aki a Tündért szinkronizálta, később az Alice Csodaországban (1951) indulatos Szívkirálynője, továbbá a Susi és Tekergő Sarah nénije számára kölcsönözte hangját.
A premierre 1950-ben került sor. A Bibiddi bobiddi boo c. ének az év legjobb dala lett.
2002-ben elkészült a Hamupipőke 2. – Az álmok valóra válnak, valamint 2007-ben a Hamupipőke 3. – Elvarázsolt múlt című folytatás.

## Gyártás
| Hangrendező        | C. O. Slyfield |
| Hangfelvétel       | Robert O. Cook, Harold J. Steck |
| Szerkesztés        | Donald Halliday |
| Zenei szerkesztő   | Al Teeter |
| Különleges hatások | Ub Iwerks |
| Zene               | Oliver Wallace, Paul Smith |
| Előadó             | Mack David, Jerry Livingston, Al Hoffman |
| Hangszerelések     | Joseph Dubin |
| Forgatókönyv       | Bill Peet, Erdman Penner, Ted Sears, Winston Hibler, Homer Brightman, Harry Reeves, Ken Anderson, Joe Rinaldi                                                      |
| Írta               | Mac Stewart, A. Kendall O’Connor, Tom Codrick, Hugh Hennesy, Lance Nolley, Charles Philippi, Don Griffith, Thor Putnam                                             |
| Szín és stílus     | Mary Blair, John Hench, Clause Coats, Don Da Gradi |
| Háttér             | Brice Mack, Art Riley, Ralph Hulett, Thelma Witmer, Dick Anthony, Merle Cox, Ray Huffine                                                                           |
| Felügyelet         | Marc Davis, Milt Kahl, Ward Kimball, Ollie Johnston, John Lounsbery, Frank Thomas, Les Clark, Wolfgang Reitherman, Eric Larson, Norm Ferguson                      |
| Karakteranimáció   | Don Lusk, Phil Duncan, Hugh Fraser, Jack King, Fred Moore, Harvey Toombs, Judge Whitaker, Cliff Nordberg, Marvin Woodward, Hal Ambro, George Nicholas, Ken O'Brien |
| Hatásanimációk     | George Rowley, Jack Boyd, Josh Meador |
| Rendezte           | Clyde Geronimi, Wilfred Jackson, Hamilton Luske |
| Gyártásfelügyelő   | Ben Sharpsteen |

## Szereplők
A magyar szinkron 1958-ban készült el, s a rajzfilm végre a hazai mozikba is eljuthatott 1961-ben. A nézőközönséget elbűvölte a bájos mese.
Később először videókazettán, majd DVD-n is forgalomba hozták. Érdekesség, hogy a korábbi Disney-rajzfilmektől eltérően a Hamupipőkét nem szinkronizálták újra; az első és egyetlen szinkront használták fel a videókazetta- és a DVD-kiadásokhoz is.
| Szerep      | Szerep             | Eredeti hang                               | Magyar hang                  | Leírás                                                            |
| magyarul    | angolul            | Eredeti hang                               | Magyar hang                  | Leírás                                                            |
| ----------- | ------------------ | ------------------------------------------ | ---------------------------- | ----------------------------------------------------------------- |
| Hamupipőke  | Cinderella         | Ilene Woods                                | Pap Éva Tiboldi Mária (ének) | A szőke hajú, kék szemű csinos lány.                              |
| Tündér      | Fairy Godmother    | Verna Felton                               | Tolnay Klári                 | Hamupipőke tündér keresztanyja.                                   |
| Mostoha     | Lady Tremaine      | Eleanor Audley                             | Sennyei Vera                 | Anasztázia és Drizella anyja, Hamupipőke mostohaanyja.            |
| Anasztázia  | Anastasia Tremaine | Lucille Bliss                              | Gombos Katalin               | Hamupipőke vörös hajú mostohanővére.                              |
| Drizella    | Drizella Tremaine  | Rhoda Williams                             | Hacser Józsa                 | Hamupipőke fekete hajú mostohanővére.                             |
| Jackie      | Jacqes             | Jimmy MacDonald                            | Csákányi László              | A narancssárga ruhás, vörös kabátos egér, az egerek vezetője.     |
| Guszti      | Gus                | Jimmy MacDonald                            | Márkus László                | A sárga ruhás kövér egér, Jackie társa az egerek közt.            |
| Öreg király | Old King           | Luis Van Rooten                            | ifj. Latabár Árpád           | A királyfi apja, Franciaország királya.                           |
| Nagyherceg  | Grand Duke         | Luis Van Rooten                            | Rozsos István                | Az öreg király tanácsosa.                                         |
| Királyfi    | Prince Charming    | William Phipps                             | Garics János                 | Az öreg király fia, sötétbarna hajú és barna szemű daliás herceg. |
| Komornyik   | Footman            | Don Barclay                                | Rátonyi Róbert               | A királyi család inasa.                                           |
| Mesélő      | Narrator           | Betty Lou Gerson                           | Tábori Nóra                  | –                                                                 |
| Lucifer     | Lucifer            | June Foray                                 | saját hangján                | A mostoha macskája, az egerek réme.                               |
| Bruno       | Bruno              | Earl Keen                                  | saját hangján                | Egy véreb, Hamupipőke kutyája.                                    |
| Egerek      | mice               | Clint McCauley Helen Seibert June Sullivan | N/A                          | Hamupipőke barátai.                                               |

## Betétdalok
| Magyar                                | Magyar                                        | Angol                                          | Angol                                 |
| Cím                                   | Előadó                                        | Cím                                            | Előadó                                |
| ------------------------------------- | --------------------------------------------- | ---------------------------------------------- | ------------------------------------- |
| Hamupipőke                            | Tiboldi Mária ?                               | Cinderella                                     | The Jud Conlon Chorus                 |
| Álmod egyszer valóra vál              | Tiboldi Mária                                 | A Dream Is a Wish Your Heart Makes             | Ilene Woods                           |
| Csalogány                             | Hacser Józsa Tiboldi Mária                    | Oh, Sing Sweet Nightingale                     | Rhoda Williams Ilene Woods            |
| Hamupipőke                            | Csákányi László Márkus László Tiboldi Mária ? | Cinderella                                     | Mack Davi Jerry Livingston Al Hoffman |
| Higgyél hát a mesékben                | Csákányi László Márkus László Tiboldi Mária ? | The Work Song                                  | Mack Davi Jerry Livingston Al Hoffman |
| Abrakadabra                           | Tolnay Klári ?                                | Bibbidi-Bobbidi-Boo                            | Verna Felton The Jud Conlon Chorus    |
| A szerelem                            | Tiboldi Mária Garics János                    | So This Is Love                                | Ilene Woods Mike Douglas              |
| Álmod egyszer valóra vál (vége főcím) | Tiboldi Mária Garics János                    | A Dream Is a Wish Your Heart Makes (end title) | The Mellomen                          |

## Díjak, jelölések
Oscar-díj (1951)
- jelölés: a legjobb musical filmzene – Oliver Wallace, Paul Smith
- jelölés: a legjobb eredeti filmdal – Mack David, Al Hoffman, Jerry Livingston – "Bibbidy-Bobbidi-Boo"
- jelölés: a legjobb hangfelvétel

## Televíziós megjelenések
Disney Channel 